# 스웨덴 왕립 과학한림원
스웨덴 왕립 과학한림원(스웨덴어: Kungliga Vetenskapsakademien; KVA)은 프레드리크 왕에 의하여 1739년 6월 2일에 설립된 스웨덴 왕립 학술원의 하나이다. 학술원은 과학, 특히 자연 과학과 수학을 진흥하고 그 사회적 영향력을 향상시키며 다양한 분야들 사이의 아이디어 교환을 촉진하기 위한 노력을 기울이는 목적으로 설립된 독립기관이다.
학술원의 목적은 다음과 같다.
- 연구자들이 분야의 경계를 넘어 모이는 토론의 장이 된다.
- 연구를 위한 독창적인 환경을 제공한다.
- 젊은 연구자들에게 지원을 제공한다.
- 연구에 대한 뛰어난 공헌을 보상한다.
- 국제적으로 과학자들과 교류한다.
- 사회안에서 과학의 효용을 증진하고 연구 정책 우선순위에 영향을 준다.
- 학교에서 수학과 과학의 흥미를 활성화 시킨다.
- 다양한 형태로 과학 정보를 보급 대중화 한다.

매년 학술원 위원회는 또한 노벨 물리학, 화학, 경제학상 분야의 노벨상 수상자와 크라푸르드 상, 손버그 상 등 여러 수상자를 결정하는 역할을 한다. 학술원은 다른 나라의 학술원, 학술단체, 국제 과학 기구와 긴밀히 교류하면서 국제적 과학 협력을 촉진한다. 학술원은 스톡홀름 지역의 왕립 도시 공원에 위치하고 있다.

## 회원
학술원은 1739년 설립 이래 약 1,700명의 스웨덴 회원과 1,200명의 국제 회원을 선출하였다. 오늘날 학술원에는 약 470명의 스웨덴 회원과 175명의 국제 회원이 있고, 10개 과학 분야로 나누어진다.
- 수학
- 천문우주과학
- 물리학
- 화학
- 지구과학
- 생명과학
- 의학
- 사회과학
- 인문학 과 이학 우수자

## 역사
학술원은 1739년 6월 2일 설립되었다. 설립 회원 중에는 칼 폰 린네, 요나스 알스트로머, 마틴 트리발드, 스텐 칼 비엘크, 칼 빌헬름 세더하일름, 안데르스 요한 폰 홉켄이었다.
학술원의 목적은 실용적으로 유용한 지식에 집중하는 것과 학술원의 발견을 널리 보급하기 위해 스웨덴어로 출간하는 것이었다. 학술원은 1719년에 창립되어 라틴어로 출간하고 있었던 왕립 웁살라 과학 학회와는 다른 방향을 향하고자 하였다. 스웨덴의 수도의 상업적 활동과 가까운 위치 (당시에는 웁살라와는 달리 대학이 아직 없었다) 또한 어떠한 목적을 이루기 위해서였다. 학술원은 설립 회원들 가운데 여러 사람과 친숙하였던 런던 왕립학회와 파리 과학한림원의 모범을 따라 설립되었다.

## 같이 보기
- 분류:스웨덴 왕립 과학원의 회원